# 前田直造
前田 直造（まえだ なおぞう、1883年（明治16年）3月10日 - 1943年（昭和18年）4月10日）は、日本の逓信官僚。

## 経歴
三重県出身。第一高等学校を経て、1909年（明治42年）に東京帝国大学法科大学政治学科を卒業。翌年に高等文官試験に合格した。逓信局書記、通信事務官補、通信副事務官、逓信局副事務官、逓信局事務官、逓信書記官を歴任し、その間に和歌山郵便局長、京都中央電話局長、北海道逓信局総務部長、熊本逓信局監察課長、同監理課長、東京逓信局規画課長を務めた。さらに逓信局電話課長、電務局規画課長などを歴任。1927年（昭和2年）、仙台逓信局長に就任し、大阪逓信局長、東京逓信局長も務めた。1933年（昭和8年）、退官。
退官後は満洲電信電話株式会社理事・営業部長となり、1938年（昭和13年）には放送部長に転じた。

## 親族
- 前田直典 - 長男[3]。東洋史学者。